# 李国祯
李国祯，唐朝道士。
唐代宗时，王玙以祭祀妖妄，官至将相，很多左道都以此求官。李国祯谒见代宗时，奏请在昭应县（今陕西省西安市临潼区）南筑天华上宫露台、大地婆父等祠堂，并三皇、道君、太古天皇、中古伏羲、女娲等各为堂皇，并置扫洒宫户，昭应县东建龙堂。因昭应县令梁镇上疏反对，未成。